# Кукушкина, Елена Иосифовна
Еле́на Ио́сифовна Куку́шкина (26 февраля 1925 — 1 декабря 2019) — советский и российский философ, социолог, профессор кафедры истории и теории политики факультета политологии МГУ, кандидат филологических наук, доктор философских наук.

## Биография
Родилась 26 февраля 1925 г. в Ростове-на-Дону.
Окончила Московский городской педагогический институт им. В. П. Потёмкина (1948), факультет языка и литературы, и аспирантуру Института языкознания АН СССР (1952). Защитила кандидатскую диссертацию «Обособленные причастные обороты и определительные придадочные предложения. Сравнительная характеристика.».
В 1953—1967 гг. главный библиограф Государственной библиотеки СССР им. Ленина.
С 1967 года работала в Московском государственном университете. Прошла путь от ассистента до профессора. Преподавала на философском, социологическом факультетах, факультете мировой политики, в Институте переподготовки и повышения квалификации. Доктор филоофских наук (1986, диссертация «Обыденное сознание как объект гносеологического анализа»). С 2012 года преподавала на факультете политологии и в Высшей школе современных социальных наук МГУ.
Автор 66 статей в журналах «Вопросы философии», «Философские науки», «Вестник Московского университета», «Социологические исследования». Индекс Хирша — 12.
Муж — историк, академик РАН Ю. С. Кукушкин (1929—2019).

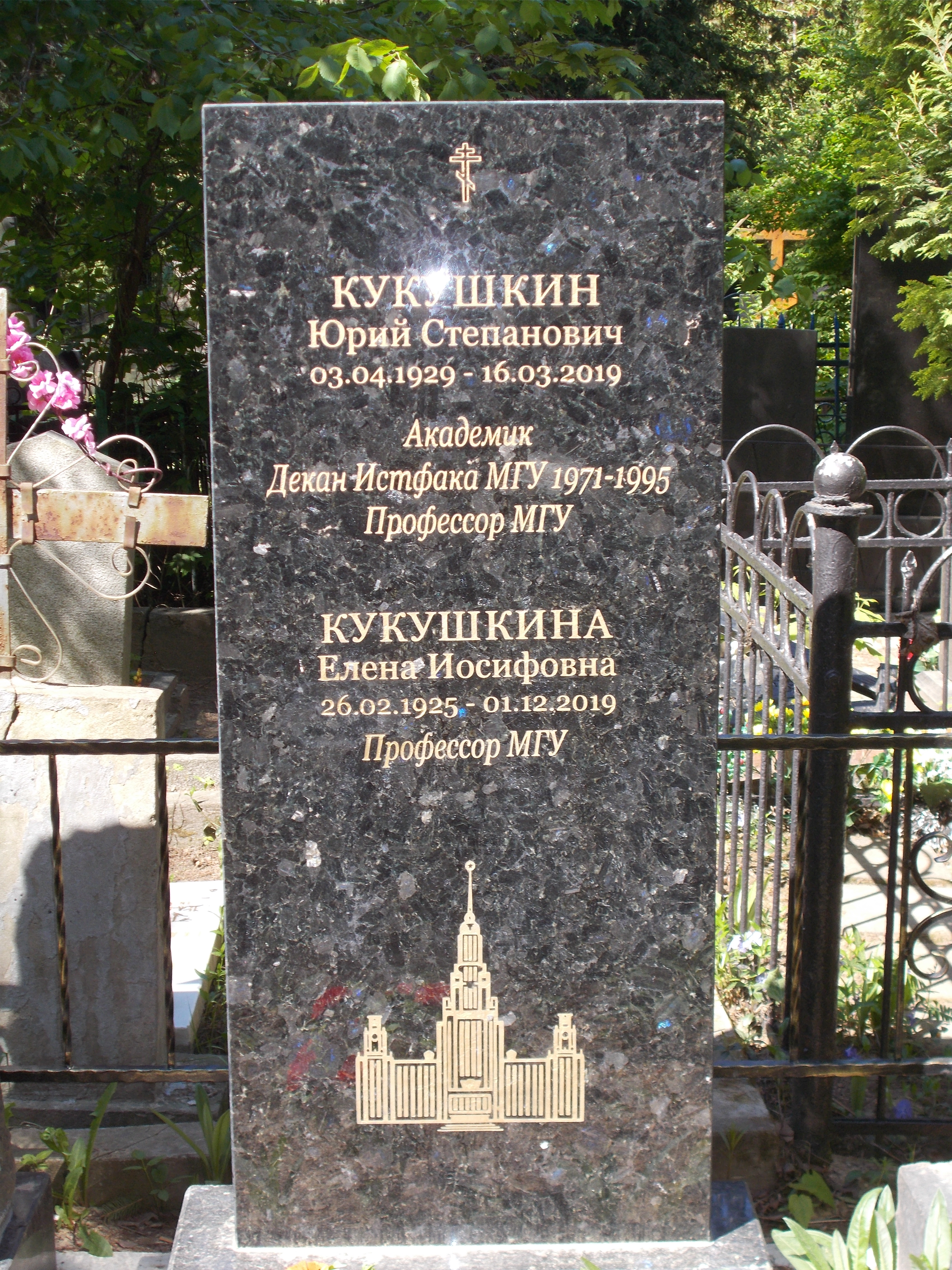
Надгробие на Головинском кладбище

## Награды и премии
- Медаль «Ветеран труда»[2]
- Медаль «В память 850-летия Москвы»[2]
- Нагрудный знак Министерства образования РФ «Почетный работник профессионального образования Российской Федерации»[2]
- Звание «Ударник коммунистического труда»[2]
- Звание «Заслуженный профессор Московского университета» (2000)[2].
- Звание почётный работник высшего профессионального образования Российской Федерации

## Сочинения
- Диалектический материализм. Общие проблемы теории познания : Лекции. Для студентов филос. фак. гос. ун-тов / Е. И. Кукушкина. — Москва : Изд-во МГУ, 1982. — 160 с.; 21 см.
- Познание, язык, культура : Некоторые гносеол. и социол. аспекты пробл. / Е. И. Кукушкина. — Москва : Изд-во МГУ, 1984. — 263 с.; 20 см.
- Гносеологический анализ обыденного сознания как способа отражения действительности : диссертация … доктора философских наук : 09.00.01. — Москва, 1985. — 371 с.
- Мировоззрение, познание, практика / Е. И. Кукушкина, Л. Б. Логунова. — Москва : Политиздат, 1989. — 299,[4] с.; 17 см. — (Над чем работают, о чём спорят философы).; ISBN 5-250-00671-X 45000 экз.
- Русская социология XIX — начала XX века / Е. И. Кукушкина. — Москва : Изд-во МГУ, 1993. — 183 с.; 20 см; ISBN 5-211-02616-0
- История социологии [Текст] : учебник для студентов, обучающихся по направлению подготовки и специальности 020300 «Социология» / Е. И. Кукушкина. — 2-е изд., испр. и доп. — Москва : ИНФРА-М, 2013. — 463, [1] с.; 22 см. — (Высшее образование. Бакалавриат).; ISBN 978-5-16-005124-6